# Faeröers voetbalelftal in 1990
Het Faeröers voetbalelftal speelde in totaal drie interlands in het jaar 1990, waaronder twee duels in de kwalificatiereeks voor het EK voetbal 1992 in Zweden. Ook speelde de ploeg één officieuze interland. De nationale selectie stond voor het derde opeenvolgende jaar onder leiding van de IJslandse bondscoach Páll Guðlaugsson.

## Balans
| Wedstrijden | Wedstrijden | Wedstrijden | Wedstrijden | Doelpunten | Doelpunten | Doelpunten | Punten |
| Gespeeld    | Winst       | Gelijk      | Verlies     | Voor       | Tegen      | Saldo      | Punten |
| ----------- | ----------- | ----------- | ----------- | ---------- | ---------- | ---------- | ------ |
| 3           | 1           | 0           | 2           | 4          | 7          | –3         | 0.667  |

## Officieus
|                           |                  |       |         |  |
| 12 juni Vriendschappelijk | Shetlandeilanden | 0 – 2 | Faeröer |  |
| 12 juni Vriendschappelijk |                  |       |         |  |

## Interlands
|                                                               |                                     |       |                                                                     |                                                                                             |
| 8 augustus Vriendschappelijk № 4 «onderlinge duels» 20:00 uur | Faeröer                             | 2 – 3 | IJsland                                                             | Ovara Vølli í Gundadali, Tórshavn Toeschouwers: 5.320 Scheidsrechter: Peter Mikkelsen (DEN) |
| 8 augustus Vriendschappelijk № 4 «onderlinge duels» 20:00 uur | Kurt Mørkøre 10' Jan Dam 63' (pen.) |       | 45' Anthony Gregory 48' Anthony Gregory 85' (pen.) Arnór Guðjohnsen | Ovara Vølli í Gundadali, Tórshavn Toeschouwers: 5.320 Scheidsrechter: Peter Mikkelsen (DEN) |

|                                                               |                    |       |            |                                                                                           |
| 12 september EK-kwalificatie № 5 «onderlinge duels» 19:00 uur | Faeröer            | 1 – 0 | Oostenrijk | Landskrona Idrottsplats, Landskrona Toeschouwers: 1.265 Scheidsrechter: Egil Nervik (NOR) |
| 12 september EK-kwalificatie № 5 «onderlinge duels» 19:00 uur | Torkil Nielsen 57' |       |            | Landskrona Idrottsplats, Landskrona Toeschouwers: 1.265 Scheidsrechter: Egil Nervik (NOR) |

|                                                             |                                                                              |       |                   |                                                                                    |
| 10 oktober EK-kwalificatie № 6 «onderlinge duels» 19:30 uur | Denemarken                                                                   | 4 – 1 | Faeröer           | Parken, Kopenhagen Toeschouwers: 38.563 Scheidsrechter: Guðmundur Haraldsson (ISL) |
| 10 oktober EK-kwalificatie № 6 «onderlinge duels» 19:30 uur | Michael Laudrup 8' Lars Elstrup 40' Michael Laudrup 48' Flemming Povlsen 89' |       | 22' Allan Mørkøre | Parken, Kopenhagen Toeschouwers: 38.563 Scheidsrechter: Guðmundur Haraldsson (ISL) |

## Statistieken
In onderstaand overzicht zijn alleen de officiële interlands meegenomen in de statistieken
| Jens Martin Knudsen | 1967-06-11 | NSÍ Runavík        | 3 | 0 | 0 | 6 | 0 |
| Verdediging         |            |                    |   |   |   |   |   |
| Mikkjal Danielsen   | 1960-05-16 | MB Miðvágur        | 3 | 0 | 0 | 5 | 0 |
| Jóannes Jakobsen    | 1961-08-25 | HB Tórshavn        | 3 | 0 | 0 | 5 | 0 |
| Jan Dam             | 1968-09-07 | HB Tórshavn        | 2 | 1 | 1 | 3 | 1 |
| Tummas Eli Hansen   | 1966-02-11 | B36 Tórshavn       | 2 | 0 | 0 | 4 | 0 |
| Poul Enok Hansen    | 1963-10-15 | GÍ Gøta            | 1 | 0 | 0 | 4 | 0 |
| Mohr Olsen          | 1965-11-23 | B71 Sandur         | 1 | 0 | 0 | 1 | 0 |
| Middenveld          |            |                    |   |   |   |   |   |
| Torkil Nielsen      | 1964-01-26 | SÍF Sandavágur     | 3 | 0 | 1 | 6 | 2 |
| Julian Hansen       | 1963-08-02 | HB Tórshavn        | 3 | 0 | 0 | 6 | 0 |
| Abraham Hansen      | 1959-06-16 | BK Frem            | 3 | 0 | 0 | 6 | 0 |
| Allan Mørkøre       | 1971-11-22 | KÍ Klaksvík        | 2 | 0 | 1 | 2 | 1 |
| Jens Erik Rasmussen | 1968-06-02 | 07 Vestur Sørvágur | 1 | 0 | 0 | 2 | 0 |
| Magni Jarnskor      | 1968-11-16 | GÍ Gøta            | 0 | 1 | 0 | 2 | 0 |
| Aanval              |            |                    |   |   |   |   |   |
| Kurt Mørkøre        | 1969-02-02 | KÍ Klaksvík        | 3 | 0 | 1 | 6 | 1 |
| Kári Reynheim       | 1964-02-15 | B36 Tórshavn       | 3 | 0 | 0 | 6 | 0 |
| Gunnar Mohr         | 1963-07-17 | HB Tórshavn        | 0 | 2 | 0 | 4 | 0 |
| Pól Joensen         | 1967-08-21 | TB Tvøroyri        | 0 | 1 | 0 | 1 | 0 |

FSF · A-internationals · Statistieken · Bondscoaches · Faeröers vrouwenelftal · Faeröer U21 · Faeröer U20 · Faeröer U19 · Faeröer U18 · Faeröer U17 · Faeröer U16
1980 – 1989 ·
1990 – 1999 ·
2000 – 2009 ·
2010 – 2019 ·
2020 – 2029
1988 · 
1989 · 
1990 ·
1991 · 
1992 · 
1993 · 
1994 · 
1995 · 
1996 · 
1997 · 
1998 · 
1999 · 
2000 · 
2001 · 
2002 · 
2003 · 
2004 · 
2005 · 
2006 · 
2007 · 
2008 · 
2009 · 
2010 · 
2011 · 
2012 · 
2013 · 
2014 · 
2015 · 
2016 ·
2017 ·
2018 ·
2019 ·
2020 ·
2021 ·
2022 ·
2023 ·
2024
Albanië ·
Andorra ·
Armenië ·
Azerbeidzjan ·
België ·
Bosnië en Herzegovina ·
Canada ·
Cyprus ·
Denemarken ·
Duitsland ·
Estland ·
Finland ·
Frankrijk ·
Georgië ·
Gibraltar ·
Griekenland ·
Hongarije ·
Ierland ·
IJsland ·
Israël ·
Italië ·
Joegoslavië ·
Kazachstan ·
Kosovo ·
Letland · 
Liechtenstein ·
Litouwen ·
Luxemburg ·
Malta ·
Moldavië ·
Nederland ·
Noord-Ierland ·
Noord-Macedonië ·
Noorwegen ·
Oekraïne ·
Oostenrijk ·
Polen ·
Portugal ·
Roemenië ·
Rusland ·
San Marino ·
Schotland ·
Servië ·
Servië en Montenegro · 
Slovenië ·
Slowakije ·
Spanje ·
Thailand ·
Tsjechië ·
Tsjecho-Slowakije ·
Turkije ·
Wales ·
Zweden ·
Zwitserland